# Naasón Joaquín García
Naasón Merarí Joaquín García (geboren op 7 mei 1969) is een Mexicaanse religieuze leider die de derde leider is van de La Luz del Mundo- kerk sinds december 2014, als opvolger van zijn vader, Samuel Joaquín Flores, die eerder zijn eigen vader Eusebio Joaquín González opvolgde.

## Biografie
Joaquín García werd geboren op 7 mei 1969 in de Mexicaanse stad Guadalajara, Jalisco, als vijfde van zeven kinderen van Samuel Joaquín Flores en Eva García. Hij is sinds 1992 getrouwd met Alma Zamora; samen hebben ze 3 kinderen. Voordat hij de internationale leider werd van La Luz del Mundo, was hij predikant voor de geloofsgemeenschap op verschillende plekken in de staten Californië en Arizona, en later in Santa Ana in Californië.

## Gevangenisstraf
In juni 2019 werd Naasón Joaquín García gearresteerd op de internationale luchthaven van Los Angeles en door het openbaar ministerie van Californië beschuldigd van seksuele misdrijven.  Op 8 juni 2022 werd hij schuldig bevonden aan seksueel misbruik van minderjarigen en veroordeeld tot 16 jaar en 8 maanden gevangenisstraf. 
Ondanks zijn celstraf bleef de kerk La Luz Del Mundo Naasón Joaquín García zien als internationale leider.